# 岡崎宏
岡崎 宏（おかざき ひろし、1961年9月16日 - ）は、日本の俳優。東京都出身。宝井プロジェクト所属。

## 出演

### テレビドラマ
- 男と女のミステリー 火の供養（1989年3月17日、フジテレビ）
- 大河ドラマ 八代将軍吉宗 第25・26話（1995年6月25日・7月2日、NHK）
- ダブルマザー（1995年、東海テレビ/フジテレビ）
- 若葉のころ 第2話（1996年4月19日、TBS）
- ひまわり 第139話（1996年、NHK）
- 電磁戦隊メガレンジャー 第14話「びっくり! おとなりはネジレジア」（1997年、テレビ朝日） - シンヤの父
- ウルトラマンダイナ 第15話「優しい標的」（1997年12月13日、MBS / テレビ朝日） - TPC医師
- 土曜ワイド劇場（テレビ朝日）
  - 法医学教室の事件ファイル9（1998年10月31日）
  - 警視庁女性捜査班2（2000年11月11日）
- 加賀百万石〜母と子の戦国サバイバル〜（1999年1月、NHK）
- 古畑任三郎 第2話（1999年4月20日、フジテレビ）
- てっぺん 第6話（1999年8月12日、テレビ朝日）
- 金曜日の恋人たちへ 第9話（2000年3月10日、TBS）
- 火曜サスペンス劇場（日本テレビ）
  - 監察医・室生亜季子29（2001年1月23日）
  - 街の医者・神山治郎 3（2002年5月14日）
  - 弁護士・高林鮎子 33 特急うずしお30号の罠（2004年7月6日） - 北原和彦 役
- ヨイショの男 第3話（2002年4月28日、TBS）
- 女と愛とミステリー ヤメ検弁護士・英剛直 佐渡が島殺人航路（2002年7月28日、テレビ東京）
- マルサ!!東京国税局査察部 第2話（2003年4月15日、フジテレビ）
- ヤンキー母校に帰る 第7話（2003年11月21日、TBS）
- 金曜エンタテイメント 日韓合作ドラマスペシャル2004 STAR'S ECHO〜あなたに逢いたくて〜（2004年1月30日、フジテレビ）
- ホームドラマ! 第1話（2004年4月16日、TBS）
- 東京湾景 〜Destiny of Love 第10・11話（2004年9月6・13日、フジテレビ）
- 南くんの恋人 第3話（2004年7月22日、テレビ朝日）
- 相棒（テレビ朝日 / 東映）
  - season 3 第1・3話（2004年10月13日・10月27日） - 馬場秘書官（首相付） 役
  - season 6 第1話（2007年10月24日） - 記者 役
  - season 7 第9話（2008年12月17日） - 自衛隊幹部 役
  - season 11 第19話（2013年3月20日） - 東京地方検察庁交通部の公安検事 桜木信雄 役
  - season 13 最終話（2015年3月18日） - 辻堂匡臣 役
- 特命係長 只野仁 リターンズ 女弁護士の秘密を暴け!!（2004年12月22日、テレビ朝日）
- 87% 第9話（2005年3月9日、日本テレビ）
- 月曜ミステリー劇場 カードGメン・小早川茜8 同姓同名の女たち（2005年4月11日、TBS）
- ウルトラマンマックス 第16話「わたしはだぁれ?」（2005年10月15日、CBC / 円谷プロ） - アナウンサー役
- 1リットルの涙 第11話（2005年12月20日、フジテレビ）
- 熟年離婚 第8話（2005年12月1日、フジテレビ）
  - 古畑任三郎ファイナル 第2夜「フェアな殺人者」（2006年1月4日、フジテレビ）
- 第5回文芸社新春ドラマスペシャル ブレスト〜女子高生、10億円の賭け!（2006年1月8日、テレビ朝日）
- ドラマW チルドレン（2006年5月21日、WOWOW）
- 吾輩は主婦である 第2話（2006年5月23日、TBS）
- サプリ 第10話（2006年9月11日、フジテレビ）
- タイヨウのうた 第8話（2006年9月1日、TBS）
- 世にも奇妙な物語秋の特別編'06 「部長OL」（2006年10月2日、フジテレビ）
- 鉄板少女アカネ!! 第7話（2006年11月26日、TBS）
- だめんず・うぉ〜か〜 第7話（2006年11月30日、テレビ朝日）
- 恋する日曜日ニュータイプ 第13話（2006年12月30日、BS-i）
- 花嫁とパパ 第4話（2007年5月1日、フジテレビ）
- わたしたちの教科書 第5話（2007年5月10日、フジテレビ）
- 女帝 第4話（2007年8月3日、テレビ朝日）
- BSミステリー 密会の宿〜北鎌倉不倫殺人旅行6（2007年9月9日、BSジャパン）
- 金曜プレステージ（フジテレビ）
  - 気象予報士・大沢富士子の事件ファイル〜晴れのち嵐そして殺人〜（2007年11月16日）
  - 私立探偵・下澤唯 悲しみの殺人迷路（2011年7月22日）
- 医龍-Team Medical Dragon-2 第8話（2007年11月29日、フジテレビ）
- 奇跡のドラマスペシャル ミラクルボイス もしも、心の声が聞こえたら…（2008年1月3日、TBS）
- 新春スペシャル・ドラマ となりのクレーマー デパートは今日も苦情で大騒ぎ（2008年1月6日、東海テレビ/フジテレビ）
- 交渉人〜THE NEGOTIATOR〜 第8話（2008年2月28日、テレビ朝日）
- 佐々木夫妻の仁義なき戦い 第8話（2008年3月9日、TBS）
- 月曜ゴールデン 弁護士一之瀬凛子1（2008年6月30日、TBS）
- リアル・クローズ 第10話（2009年12月8日、フジテレビ）
- インディゴの夜（2010年2月、東海テレビ/フジテレビ） - 森井敬三 役
- フジテレビ開局50周年特別企画 わが家の歴史第三夜（2010年4月11日、フジテレビ）
- 天使の代理人 最終章（2010年10月、東海テレビ/フジテレビ） - 斉藤 役
- NHK正月時代劇 隠密秘帖（2011年1月1日、NHK）
- あなたの番です 第12話（2019年7月7日、日本テレビ） - 早苗の弁護士 役
- プライベートバンカー 第1話（2025年1月9日、テレビ朝日）[1]

### 映画
- 餓狼伝（1995年1月） - 郷田正道役
- 輪廻（2006年1月、東宝） -  峰浩司役
- さらば青春、されど青春。（2018年5月、幸福の科学出版制作　日活配給） - 商社「康豊商事」ニューヨーク支社の課長役

### CM
- 小林製薬
- ヘーベルハウス

### 舞台
- 海岸通り三丁目
- おかしな二人
- ピーターと狼
- ゴールデンボーイ